# George Poage
George Poage (George Coleman Poage; * 6. November 1880 in Hannibal, Missouri; † 11. April 1962 in Chicago, Illinois) war ein US-amerikanischer Leichtathlet.
Der Absolvent der University of Wisconsin–Madison gewann bei den Olympischen Spielen 1904 in St. Louis Bronze im 400-Meter-Hürdenlauf und im Hürdenlauf über 200 m. Er war damit der erste afroamerikanische Medaillengewinner in der Leichtathletik bei den Olympischen Spielen. Über 60 m schied er im Vorlauf aus, über 400 m wurde er Sechster.